# Malapterus
Malapterus is een monotypisch geslacht van straalvinnige vissen uit de familie van lipvissen (Labridae).

## Soort
- Malapterus reticulatus Valenciennes, 1839